# جری ییتس
جری ییتس (انگلیسی: Jerry Yates؛ زادهٔ ۱۰ نوامبر ۱۹۹۶) بازیکن فوتبال اهل بریتانیا است.
از باشگاه‌هایی که در آن بازی کرده‌است می‌توان به باشگاه فوتبال هروگیت تاون و باشگاه فوتبال روترهام یونایتد اشاره کرد.